# Mirtoviči
Mirtoviči je naselje u slovenskoj Općini Osilnici. Mirtoviči se nalazi u pokrajini Dolenjskoj i statističkoj regiji Jugoistočnoj Sloveniji. 

## Stanovništvo
Prema popisu stanovništva iz 2002. godine naselje je imalo 11 stanovnika.